# Bradfordiella kurchatovi
Bradfordiella kurchatovi is een eenoogkreeftjessoort uit de familie van de Scolecitrichidae. De wetenschappelijke naam van de soort is voor het eerst geldig gepubliceerd in 2007 door Andronov.